# Bojowa Organizacja Anarcho-komunistów
Bojowa Organizacja Anarcho-komunistów, BOAK (ros. Боевая организация анархо-коммунистов, БОАК) – rosyjska organizacja  o profilu anarchokomunistycznym.
Od początku rosyjskiej inwazji na Ukrainę w 2022 organizacja dokonuje regularnych sabotaży na infrastrukturze kolejowej w Rosji i Białorusi, a także atakuje rosyjskie komisariaty wojskowe i telekomunikację. Według „The Insider” grupa ta stała się „najbardziej aktywną siłą wywrotową” w Rosji od początku wojny.

## Historia
Podczas rosyjskiej inwazji na Ukrainę w 2022 organizacja przyznała się do działań mających na celu zakłócenie logistyki armii rosyjskiej w Federacji Rosyjskiej i na Białorusi, organizowanie sabotażu, podpalanie wojskowych urzędów rejestracyjnych i poborowych oraz wojny kolejowe. Rzecznik BOAK stwierdził: „Wojna w Ukrainie rozpętana przez państwo rosyjskie jest straszliwą tragedią, ale wojna stworzyła dla mniejszości rewolucyjnej możliwości pogłębienia kryzysu obecnego systemu poprzez działania partyzanckie”.
24 czerwca 2023 BOAK wydała komunikat w reakcji na bunt Grupy Wagnera, w którym stwierdziła, że: „ani reżim Putina, ani Prigożin nie są naszymi przyjaciółmi. W tej walce między dwoma kanibalami anarchiści powinni trzymać się z daleka – niech wykrwawiają się nawzajem tak bardzo, jak to możliwe. W ten sposób nie będą w stanie w przyszłości przeszkadzać ludziom”. Wzywając naród rosyjski, aby „spędził ten czas na przygotowanie się do zbrojnego powstania”.